# Otger
Otger fou el darrer comte privatiu de Girona, amb el pagus annex de Besalú (ca. 862 - ca. 870). Se'l podria identificar amb un Otger que s'esmenta a l'acte d'un judici del 850 com a fidel del comte Guifré I de Girona (848-853? o 862?).
A la tardor del 861 el rei Carles el Calb va planejar espoliar a Carles de Provença, fill de Lotari I, però va fracassar quan el regne de Provença, sota la direcció del regent Gerard del Rosselló va fer front a l'intent annexionista. Això va causar malestar, sigui pel fracàs o sigui per la injustícia. Més nobles es giraren contra Carles i entre ells sembla que Humfrid de Septimània i Gòtia. Carles l'Infant d'Aquitània, instigat pel conseller Esteve es va revoltar igualment. Tot el sud s'escapà del control de Carles el Calb. Aquest llavors va fer acusar immediatament a Humfrid d'infidelitat. Sembla que el 19 d'agost del 862 Humfrid ja havia estat desposseït dels seus honors i investit un tal Sunyer, potser l'antic comte d'Empúries Sunyer I o potser el seu fill Sunyer II o potser un altre magnat, del qual no se sap res, però que no va poder prendre possessió perquè Humfrid restava rebel als seus dominis. Pel que se sap només es van poder ocupar els comtats d'Empúries i Peralada (entregats a Sunyer II i Delà, fills de Sunyer I) i Girona i Besalú (que haurien estat entregats a Otger) però Barcelona, Osona, Narbona, Agde, Besiers, Melguelh i Nimes, restaren en mans d'Humfrid.
D'Otger només se sap que el 866 era a Quierzy per sol·licitar del rei un precepte per al monestir de Sant Julià del Mont, del pagus de Besalú, que el sobirà li va concedir. El 869 Carles el Calb atorgà un nou precepte, favorable aquesta vegada a un tal Dodó, "vassall del fidel Otger", que no se sap segur si es refereix al comte d'aquest nom. Hauria mort al voltant del 870. Just vers aquest any el rei va reassignar els comtats i Girona amb el pagus de Besalú foren agregats altre cop al comtat de Barcelona i Osona (amb els quals tradicionalment estaven units) que des del 864 posseïa Bernat de Gòtia.